# O Valadouro
O Valadouro (spanisch Valle de Oro) ist eine spanische Gemeinde (Concello) mit 1.906 Einwohnern (Stand: 2024) in der Provinz Lugo der Autonomen Gemeinschaft Galicien.

## Geografie
O Valadouro liegt am nördlichen Rand der Provinz Lugo ca. 60 Kilometer nordnordöstlich der Provinzhauptstadt Lugo.
Umgeben wird O Valadouro von den acht Nachbargemeinden:
| Viveiro | Xove Cervo                                  | Foz   |
| Ourol   | Kompassrose, die auf Nachbargemeinden zeigt |       |
| Muras   | Abadín                                      | Alfoz |

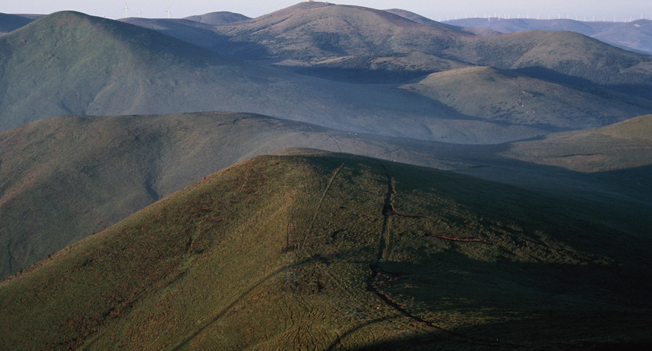
Blick auf Berge der Serra do Xistral

Das Landschaftsrelief wird dominiert von der Serra do Xistral und dem Tal des Río Ouro. Die Gebirgskette erstreckt sich von Südwest nach Nordost und bedeckt dabei den größten Teil des Gemeindegebiets. Sie findet ihre Fortsetzung in den Montes dos Cabaleiros, die sich hauptsächlich in den nördlichen Nachbargemeinden ausdehnen. Höchste Erhebung ist hier der O Pau de Vella (720 m). Die Gipfel der Serra do Xistral sind höher gelegen mit beispielsweise dem Penido Novo (803 m) und dem O Cadramón (1056 m)
Der Río Ouro entspringt in der Nachbargemeinde Alfoz und mäandert an der gemeinsamen Grenze von Süd nach Nord. Mehrere kleinere linke Nebenflüsse, wie beispielsweise der Rego de Ferreira, der durch den Hauptort Ferreira fließt, entspringen meist in der Serra do Xistral durchqueren das Gemeindegebiet und münden in den Ouro.

## Klima
|                        | Jan  | Feb  | Mär  | Apr  | Mai  | Jun  | Jul  | Aug  | Sep  | Okt  | Nov  | Dez |   |      |
| Mittl. Temperatur (°C) | 8,7  | 8,5  | 9,9  | 11,1 | 13,3 | 16,2 | 18   | 18,5 | 17,2 | 14,8 | 11   | 9,4 | ⌀ | 13,1 |
| Mittl. Tagesmax. (°C)  | 11,2 | 11,3 | 13,1 | 14,4 | 16,7 | 19,6 | 21,5 | 22,1 | 20,8 | 18   | 13,5 | 12  | ⌀ | 16,2 |
| Mittl. Tagesmin. (°C)  | 6,5  | 5,9  | 7    | 8,2  | 10,3 | 13,1 | 15   | 15,6 | 14,4 | 12,1 | 8,9  | 7,2 | ⌀ | 10,4 |
|                        |      |      |      |      |      |      |      |      |      |      |      |     |   |      |
| Niederschlag (mm)      | 126  | 103  | 109  | 132  | 124  | 79   | 54   | 67   | 88   | 135  | 142  | 123 | Σ | 1282 |
|                        |      |      |      |      |      |      |      |      |      |      |      |     |   |      |
| Sonnenstunden (h/d)    | 3,6  | 4,4  | 5,5  | 5,9  | 6,4  | 6,6  | 6,3  | 6,3  | 6,2  | 5,7  | 4,2  | 4,2 | ⌀ | 5,4  |
|                        |      |      |      |      |      |      |      |      |      |      |      |     |   |      |
| Regentage (d)          | 11   | 9    | 10   | 11   | 11   | 8    | 7    | 8    | 9    | 11   | 12   | 11  | Σ | 118  |
|                        |      |      |      |      |      |      |      |      |      |      |      |     |   |      |
| Luftfeuchtigkeit (%)   | 81   | 80   | 80   | 80   | 80   | 79   | 78   | 78   | 80   | 81   | 82   | 80  | ⌀ | 79,9 |

| 6,5 |

| 5,9 |

| 7 |

| 8,2 |

| 10,3 |

| 13,1 |

| 15 |

| 15,6 |

| 14,4 |

| 12,1 |

| 8,9 |

| 7,2 |

| 6,5 |

| 5,9 |

| 7 |

| 8,2 |

| 10,3 |

| 13,1 |

| 15 |

| 15,6 |

| 14,4 |

| 12,1 |

| 8,9 |

| 7,2 |

Das Klima zeichnet sich durch mäßig warme Sommer und milde Winter aus. 41 % der Niederschläge fallen in den vier Monaten Oktober bis Januar. Niederschlagsmengen und Anzahl der Regentage pro Monat nehmen in den Sommermonaten Juni bis August deutlich ab. Das Klima ist als Ozeanklima (Cfb-Klima) nach Köppen und Geiger klassifiziert.

## Bevölkerungsentwicklung der Gemeinde
Legende: Valle de Oro___O Valadouro

Quelle: INE-Archiv – grafische Aufarbeitung für Wikipedia
Nach einem Anwachsen der Gemeindegröße auf über 4300 Einwohner um 1950 sank die Zahl der Bevölkerung in der Folgezeit stetig bis unter 2000.
| Männer | Alterstufe | Frauen |
| ------ | ---------- | ------ |
| 0      | 100+       | 2      |
| 0      | 95–99      | 7      |
| 15     | 90–94      | 30     |
| 34     | 85–89      | 59     |
| 43     | 80–84      | 70     |
| 75     | 75–79      | 85     |
| 63     | 70–74      | 65     |
| 65     | 65–69      | 77     |
| 71     | 60–64      | 64     |
| 63     | 55–59      | 66     |
| 70     | 50–54      | 60     |
| 66     | 45–49      | 68     |
| 80     | 40–44      | 70     |
| 56     | 35–39      | 60     |
| 47     | 30–34      | 50     |
| 37     | 25–29      | 38     |
| 27     | 20–24      | 27     |
| 25     | 15–19      | 26     |
| 30     | 10–14      | 38     |
| 33     | 5–9        | 35     |
| 35     | 0–4        | 28     |

Am 1. Januar 2021 waren ca. 52 % der Bevölkerung (54 % der Männer, 49 % der Frauen) im erwerbsfähigen Alter (20–64), während dieser Wert für ganz Spanien ca. 61 % betrug.
Eine erhebliche Überalterung der Bevölkerung der Gemeinde zeigt folgende Tabelle, bei der das Verhältnis von Gruppen von älteren Personen mit Gruppen von Personen der jüngeren Generation verglichen wird:
| Alter | Anzahl Personen | Alter | Anzahl Personen | Provinz | Galicien | Spanien |
| ----- | --------------- | ----- | --------------- | ------- | -------- | ------- |
| 60–64 | 100             | 20–24 | 40              | 49      | 58       | 79      |
| 55–59 | 100             | 15–19 | 40              | 45      | 57       | 71      |
| 50–54 | 100             | 10–14 | 52              | 47      | 56       | 68      |

## Gemeindegliederung
Die Gemeinde O Valadouro ist in zehn Parroquias gegliedert:
| Parroquias              | Patrozinium   | Einwohner 2024 | Fläche km² | Dichte Einw./km² | Höhe msnm | Ortskennzahl |
| ----------------------- | ------------- | -------------- | ---------- | ---------------- | --------- | ------------ |
| Budián                  | Santa Eulalia | 170            | 14,90      | 11               | 126       | 27063010000  |
| O Cadramón              | San Xurxo     | 108            | 32,78      | 3                | 372       | 27063020000  |
| Ferreira                | Santa María   | 872            | 1,37       | 636              | 90        | 27063030000  |
| Frexulfe                | Santa Eulalia | 66             | 11,15      | 6                | 214       | 27063040000  |
| A Laxe                  | San Xoán      | 201            | 6,59       | 31               | 122       | 27063050000  |
| Moucide                 | Santo Estevo  | 168            | 10,54      | 16               | 156       | 27063060000  |
| Recaré                  | San Xiao      | 52             | 1,73       | 30               | 104       | 27063080000  |
| San Tomé de Recaré      | San Tomé      | 35             | 7,39       | 5                | 186       | 27063070000  |
| Santa Cruz do Valadouro | Santra Cruz   | 184            | 6,16       | 30               | 96        | 27063090000  |
| Vilacampa               | Santa María   | 34             | 17,87      | 2                | 473       | 27063100000  |

Der Hauptort der Gemeinde, Ferreira, befindet sich in der gleichnamigen Parroquia.

## Geschichte
Die ersten Siedler des Tals traten sie nach bisherigem Kenntnisstand in der Altsteinzeit auf. Ablagerungen aus dieser Zeit wurden kürzlich in der Parroquia Cuadramón gefunden.
In der Jungsteinzeit wurden Grabdenkmäler auf der Erde mit einer inneren Steinkammer gebaut, die normalerweise von großer Größe war. Diese Denkmäler werden in die Zeit um 2200–2100 v. Chr. Datiert. Zur Jungsteinzeit und zum Phänomen der Megalithkultur gehören die Mámoas, Grabhügel oder Schichten aus Erde und Schutt, die die Steintruhe bedeckt.
Die mit der späten Bronzezeit verbundene Castrokultur ist in den zahlreichen Castros zu beobachten, die im Tal und in den umliegenden Bergen zu finden sind, wie die Festungen von Laguna, Recaré, San Tomé und Castro de Oro, von Bacoi, Santa Cilla, Budián und Santa Kreuzen. Ihre Strukturen mit kreisförmigem Grundriss und im Inneren den Behausungen verschwanden heute durch ihre Nutzung als Siedlung für Pfarrkirchen oder Friedhöfen, die die archäologische Kontur endgültig störten. Zwischen der Megalithkultur und der Castrokultur gab es die Kultur der Bronzezeit, in der es eine Bevölkerung gab, die Ackerbau und Viehwirtschaft nachgingen aber auch der Förderung von Metallen. Funde, die heute verschwunden sind, weisen auf die erste Hälfte des ersten Jahrtausends v. Chr. Hin.
Eine Romanisierung im Valadouro ist unbestritten wie Funde römischer Münzen im Bereich der Parroquia Cadramón und auch Utensilien mit römischem Einfluss, die in den zahlreichen Castros des Tals gefunden wurden, zeigen. Keramik und andere Materialien in Dörfern wie Santa Cruz belegen den römischen Einfluss im zweiten bis vierten Jahrhundert.
Während des Hochmittelalters weist das Tal Aspekte oder Merkmale eines wenig romanisierten Territoriums auf. Die wird manifestiert in einer Organisation in Stämmen, einer Bevölkerung, die sich der Weidewirtschaft widmet, manchmal ergänzt durch rudimentäre Landwirtschaft und eine sehr geringe Bevölkerungsdichte.
Unter dem Gesichtspunkt der Christianisierung ist das Gebiet mit der bretonischen Gemeinschaft verbunden, die im Norden der heutigen Provinz Lugo angesiedelt ist. Die Ankunft der Araber auf der Halbinsel im Jahr 711 bedeutete die Ansiedlung von Bevölkerung aus dem Süden im Tal.
O Valadouro lebt, wie der Rest des mittelalterlichen Galiziens, von den Jahren 1100 bis 1330 in einer „Blütezeit“ des Feudalismus, einem Schauplatz der Auseinandersetzungen zwischen den Einwohnern von Villa del Castro, Alfoz und den Bischöfen von Mondoñedo. Zu dieser Zeit werden die Strukturen geschaffen, die sich mit sehr wenigen Varianten im Mittelalter und in späteren Jahrhunderten abspielten.
Don Pedro Pardo de Cela oder „der Marschall“, wie er im fünfzehnten Jahrhundert genannt wurde, ist mit der Geschichte von Castro de Oro und Alfoz verbunden, daher gehen die Festung von Castro und ihr Nachbar Frouseira in die Geschichte ein als Schauplatz seines Gefängnisses und einer Belagerung. Die Jahre, die von der Ernennung von Don Pedro zum Kommandanten des Bistums um 1464 bis zu seiner Gefangenschaft und Hinrichtung in Mondoñedo im Jahr 1483 vergingen, reichten aus, um die Legende zu erschaffen und den Marschall für immer mit den Ländern von O Valadouro zu verbinden.
Die alte Einsiedelei Santa María de Herrera wurde an der Stelle errichtet, an der sich heute die Plaza de Vila befindet. Seine Existenz und die Entwicklung eines Marktes verliefen im 18. und 19. Jahrhundert parallel. Die durch den Aufstieg der Märkte verursachte kommerzielle Expansion setzte die Entstehung einer Bevölkerungseinheit voraus, die mit dem Titel Villa zur Hauptstadt eines Rathauses und einer Region wurde.
Parallel zum Abriss der Einsiedelei wurde die jetzige Kirche von Herrera in den Jahren 1911–1931 im neugotischen Stil errichtet, ein Werk des Architekten Ruperto Sánchez aus Lugo.
Die Bedeutung des Marktes und die Ansiedlung von Kaufleuten aus Kastilien und der Maragatería, die ihre Geschäfte am Ende ihrer Wege errichteten, führten im 19. Jahrhundert zur Schaffung eines wirtschaftlichen Ortskerns für das Tal. Andererseits hat der Zulauf reicher Kaufleute, die zwischen Ende des 19. und Anfang des 20. Jahrhunderts ihre Kapital in Kuba erwirtschafteten, die Struktur der Stadt weiter ausgebaut in Form von Bau von Gebäuden, Geschäften und Banken.
Das Wachstum war schnell und konstant und am 27. Januar 1894 verlieh die Infantin Doña María Cristina in Ferreira den Titel einer Villa (Kleinstadt).

## Sehenswürdigkeiten
- Dolmen von Santo Tomé

Auch bekannt als Arche von Padorno, befindet es sich in der Nähe der Enklave, wo die traditionelle „Rapa das Bestas“ im Monat August gefeiert wird. Es ist eine halb vergrabene Grabkonstruktion, die aus vier vertikalen Tragsteinen und einer Abdeckung besteht, in der 20 Fragmente glatter Keramik und ein Quarzsplitter gefunden wurden. Im Inneren wächst auch ein leuchtendes smaragdgrünes Moos, das als „Koboldgold“ bekannt ist und an wenigen Orten auf der Iberischen Halbinsel lebt.
- Curro von Santo Tomé

Der Curro de Santo Tomé ist ein geschlossenes Holzgehege, in dem die traditionelle „Rapa das Bestas“ stattfindet. Dies ist ein kulturelles und touristisches Festival, das am ersten Sonntag des Monats August stattfindet und das darin besteht, die Pferde und Stuten zu sammeln, die frei in den hohen Bereichen grasen, um ihre Mähnen zu markieren und zu schneiden („rapar“ = „kahl scheren“). Dieses Fest wird in diesem Curro seit 1986 gefeiert, dem Jahr, in dem es gebaut wurde. Früher wurde es in der Nähe in der Curro de Sabucedo gefeiert und es gibt Hinweise darauf, dass es dort bereits in den 1970er Jahren neben der Casa de Sabucedo stattfand.
- Prado das Chantas

Es handelt sich um einen Kreis aus 250 Granitsteinen, der den ovalen Umfang von mehr als 300 Meter zeigt und sieben Hektar Feld einnimmt. Es war weder möglich, eine genaue Chronologie noch seine ursprüngliche Verwendung zu erstellen. Einige der Theorien weisen auf ein keltisches zeremonielles Szenario oder ein Cromlech oder aber auf einen prähistorischen Steinkreis hin. Allerdings könnte es sich auch um eine alte mittelalterliche Konstruktion handeln, um das Vieh zu halten.
- Cruz do Pau da Vella

Das Flurkreuz befindet sich in der Serra do Buio auf 705 m Höhe und gilt als Grenzmarke zwischen den Gemeinden Cervo, Xove, Viveiro und Valadouro. Es handelt sich um eine anthropomorphe Stele aus Granit.
- Kapelle Santa Filomena

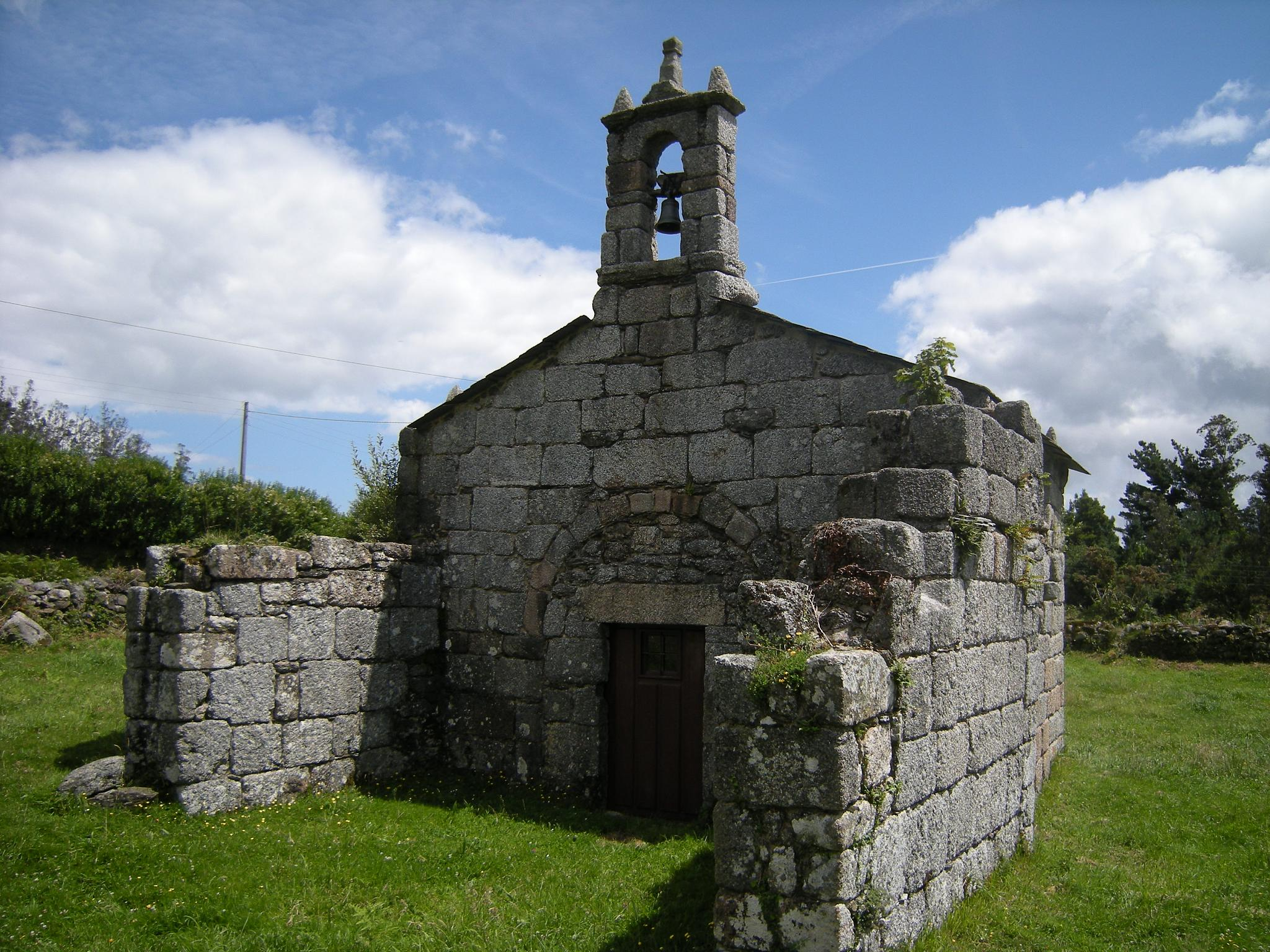
Kapelle Santa Filomena

Sie ist im 11. Jahrhundert errichtet und eine der ältesten Kapellen in der Region, ein Beispiel der frühen Stadien der galicischen ländlichen Romanik und befindet sich in der Parroquia O Cadramón. Die Kapelle wurde dank einer Schenkung im zehnten Jahrhundert von König Ordoño II. an das Bistum Britonia erbaut. Von dem einfachen Gebäude sind der Altarraum und die sieben Konsolen, die unter dem äußeren Gesims gemeißelt sind, sowie gotische Gemälde des 16. Jahrhunderts in einer seiner Innenwände erhalten.
- Pfarrkirche San Xurxo do Cadramón

Sie wurde 1860 erbaut und besteht aus einem rechteckigen Kirchenschiff mit einem quadratischen Altarraum, an dem die Sakristei an der Rückwand angebaut ist. Die Kirche besitzt einen seitlichen Portikus, der auf fünf Pilastern getragen wird. An der Hauptfassade befindet sich ein Glockenturm mit zwei Öffnungen und ein Portal, im Gegensatz zu dem Glockenturm mit einer einzigen Öffnung an der rechten Wand der Sakristei. Das klassizistische Altarbild der Hauptkapelle ist erhalten.
- Kirche Santa Cruz

Sie ist als Valadouro-Kathedrale bekannt und stammt aus dem Jahr 1667. Die Kirche befindet sich auf den Überresten eines alten westgotischen Tempels, der wiederum auf einer alten Castro-Siedlung erbaut wurde. Sein Türsturz aus polychromen Barockschnitzereien zeigt Adam und Eva, die den Teufel flankieren und auf die Erbsünde anspielen. Es hebt seinen Glockenturm und eine Uhr über der Spitze hervor. Im Inneren stechen die klassizistischen Altarbilder und das Hauptaltarbild im Barockstil hervor.
- Kapelle von Casela

Sie wurde im frühen achtzehnten Jahrhundert der Inschrift im Inneren nach gebaut. Die Kapelle befindet sich in der Gemeinde Santa Cruz. Sie besteht aus einem Glockenturm mit einer einzigen Öffnung und an der Spitze ein kleines Kreuz. Die Fassade besteht aus einem geteilten dreieckigen Giebel und einem Wappen. Auf jeder Seite der Tür zwei Oculi. Im Inneren befindet sich das Bild der Lieben Frau auf dem Berge Karmel und auf beiden Seiten die Heiligen Andreas und Josef.
- Pfarrkirche San Xoán de Alaxe

Sie wurde im 18. Jahrhundert erbaut. Das Gebäude besteht aus drei Schiffen, Querschiff, Hauptkapelle und zwei Sakristeien. Die Schiffe sind durch zwei Halbkreisbögen auf jeder Seite getrennt und das Dach der Kirche besteht aus Holz. Ihr barocker Turm sticht hervor, mit zwei Ebenen mit Steinbalustrade und gekrönt von einer halbkugelförmigen Kuppel. Der Aufstieg erfolgt über eine Wendeltreppe.
- Pfarrkirche Santa Maria de Ferreira

Sie stammt aus den 20er Jahren des letzten Jahrhunderts und in ihr wird die heilige Maria, die Mutter Jesu, verehrt. Ihr Bau wurde dank der Spenden von Auswanderern in Havanna gefördert, die in den 1950er Jahren, in denen ihr Bau andauerte, die notwendigen Mittel für die Fertigstellung der Kirche überwiesen. Die Kirche ist im neugotischen Stil gehalten und hat ein Bild aus Stein der Mutterschaft. Dieses Bild erschien 1995 im Bereich des Übergangs zur Sakristei der Kirche während eines Umbaus. Der Bau der Kirche begann 1908 und endete 1962.
- Pfarrkirche Santo Tomé de Recaré

Kirche aus dem neunzehnten Jahrhundert auf einer alten Kirche aus dem 12. Jahrhundert gebaut, die zuvor den Platz einer Castro-Siedlung einnahm. Das heutige Granitgebäude aus dem Jahr 1852 ist klassizistisch im Stil. An seiner rechten Außenwand kann man auf dem Türsturz seiner zweiten Seitentür lesen „Una de dos o no entrar aquí o alabar a Dios“ (deutsch „Einer von zweien oder keiner, um hier einzutreten oder Gott zu preisen“). Im Inneren befinden sich drei Altarbilder, von denen das klassizistische Altarbild des Hauptaltars hervorsticht.
- Pfarrkirche San Xiao de Recaré

Erbaut im Jahre 1700, was sich in der rechten Außenwand des Kirchenschiffs widerspiegelt, obwohl sich auf seinem Fundament ein Grabstein aus dem Jahr 1611 befindet. Am Haupteingang ist zu lesen: „Kirche der Zuflucht“. Sie besteht aus einem Kirchenschiff, einem Triumphbogen, einer Hauptkapelle und einer Sakristei, die sich auf der linken Seite befindet. Das Altarbild ist im Barockstil.
- Kirche Santa Eulalia de Frexulfe

Sie wurde auf den Überresten einer früheren Kirche erbaut, die den heutigen Altarraum einnehmen würde. Laut der Inschrift an der Tür der Hauptfassade stammt der Bau aus dem Jahr 1779. Diese Kirche ist ein Beispiel für die barocke Umwandlung der alten Einsiedeleien, die während des wirtschaftlichen Aufschwungs des 18. Jahrhunderts erweitert wurden.
- Pfarrkirche Santa María de Vilacampa

Sie stammt aus dem 17. Jahrhundert, obwohl sie mehrmals umgestaltet wurde. Diese  Kirche, wie die Kirche Santa María de Ferreira, hat von den Spenden von Auswanderern wie Joaquín Díaz Villar profitiert. Ihr Hauptaltarbild ist im Volksstil marmoriert mit Marienbildnissen, das rechte Altarbild mit Darstellungen der Mater Dolorosa. Im Jahr 1956 wurde auf Anordnung des Bischofs von Mondoñedo eine Marmorbüste von Joaquín Díaz Villar im Atrium der Pfarrkirche als Dankeschön für seine Spende aufgestellt.
- Pfarrkirche Santa Eulalia de Budián

Sie wurde im siebzehnten Jahrhundert erbaut und kürzlich renoviert. Die Kirche hat einen Grundriss in Form eines lateinischen Kreuzes und ist in drei Schiffe unterteilt, die durch drei halbrunde Bögen getrennt sind. Sie hat eine Sakristei, die an der rechten Seite des Altarraums angebracht ist, obwohl eine zweite auch auf der linken Seite geplant war, die schließlich zu einem Blendbogen führte. Die Hauptkapelle hat ein Altarbild im neoromanischen Stil, die rechte ist im Renaissancestil und die linke im klassizistischen Stil.
- Pfarrkirche Santo Estevo de Moucide

Sie ist repräsentativ für das gesamte Tal für ihren ländlichen Charakter und volkstümlichen Stil, da sie ihre ursprüngliche Struktur vollständig bewahren konnte. Die Kirche besteht aus einem einzigen rechteckigen Kirchenschiff mit der quadratischen Hauptkapelle und einer Sakristei. Eine Außentreppe führt auf den Glockenturm. Die Kirche besitzt vier Altarbilder, drei davon im Barockstil und eines im Volksstil.
- Pazo de Gradaílle

Er stammt aus dem 16. Jahrhundert und ist der einzige Herrensitz (Pazo), der in O Valadouro erhalten ist. Er hat eine Kapelle und einen Stall. An seiner Hauptfassade ist das Doppelwappen der Familien Bolaño und Saavedra zu erkennen, die den Pazo in der Vergangenheit besaßen. Er liegt am alten Camino Real, der nach Viveiro führt. Der Pazo befindet sich derzeit in Privatbesitz.
- Casa Torre de Parga

Im Kern von A Torre steht eine der berühmten Casa Torre de Recaré, ein Überbleibsel der Irmandinischen Revolte des 15. Jahrhunderts. Sie war im Besitz von Marschall Pardo de Cela. Der Bau hat im Laufe der Jahre offensichtliche Veränderungen erfahren, die seinen ursprünglichen Zustand verändert haben. Seit 1994 ist er zum Kulturgut (Asset of Cultural Interest, BIC) erklärt. Er befindet sich derzeit in Privatbesitz.

## Wirtschaft
| Ackerbau, Viehzucht und Fischerei                                                  | 068 | 010,61 |
| Industrie                                                                          | 084 | 013,10 |
| Bauwirtschaft                                                                      | 063 | 09,83  |
| Dienstleistungsbetriebe                                                            | 426 | 066,46 |
| Total                                                                              | 641 | 100,00 |
| * Daten aus dem Statistischen Amt für Wirtschaftliche Entwicklung in Galicien, IGE |     |        |

## Verkehr
Die Gemeinde liegt fernab von Fernverkehrsstraßen. Die Provinzstraße LU-162 führt nordwestlich an die Küste an den Ort Conga der Gemeinde Foz und dort an die Nationalstraße N-642. Die Provinzstraße LU-160 verbindet Ferreira mit der südöstlichen Nachbargemeinde Alfoz. Die Landstraße LU-P-0101 durchquert das Gemeindegebiet und verbindet es südlich mit der benachbarten Gemeinde Abadín. Die Provinzstraße LU-161 stellt die Verbindung zur westlichen Nachbargemeinde Ourol her.